# Charles-Émile Bertin
Charles-Émile Bertin (* 13. März 1871 in Cherbourg; † 3. August 1959 in Versailles) war ein französischer Offizier, Militärattaché und Mitarbeiter des Deuxiéme Bureau de l’Ètat Major général de l’armée war als Militärbeobachter in Japan eingesetzt.

## Berufliche Entwicklung
Während der Kindheit von Charles-Émile Bertin war sein Vater Louis-Émile Bertin ab 1886 als Berater des japanischen Marineministers in Japan tätig und die Familie wohnte über vier Jahre im Tokyoter Stadtteil Shiba à la française. Da er während dieser Zeit hauptsächlich mit japanischen Kindern und deren Eltern Umgang hatte, erlernte er recht schnell die Japanische Sprache. Im Elternhaus genoss er eine gute Erziehung und seine Eltern waren sehr daran interessiert, dass er lernt, sich auch in ungewöhnlichen Situationen zurechtzufinden. Nach der Rückkehr nach Frankreich schloss er die Schule ab und bewarb sich als Offizier bei der französischen Armee.
Diese Bewerbung von Charles-Émile Bertin wurde angenommen und er besuchte nach seiner militärischen Grundausbildung die französische Militärschule Saint-Cyr und schloss sie mit guten Ergebnissen 1892 ab. Sein Einsatz anschließend erfolgte als Offizier im 29. französischen Jägerbataillon. Danach setzte er die militärische Ausbildung ab 1903 an der Generalstabsakademie (École Supérieure de Guerre). Von hier wurde er im April 1904, mit Beginn des Russisch-Japanischen Krieges, im Rang eines Hauptmanns als Militärbeobachter an die Frontlinien in der Mandschurei entsandt. An seiner Seite befand sich der in Tokio amtierende französische Militärattaché, Oberstleutnant Charles Corvisart (1857–1939). Die Aufgabenstellung bestand nicht nur daraus, die Entwicklung des Krieges und seine Handlungsfelder vor Ort in Augenschein zu nehmen, sondern vor allem daraus wichtige Rückschlüsse für die Bewaffnung, die Truppenlogistik, das Zusammenspiel der einzelnen Waffengattungen und vor allem den Einsatz neuster Militärtechnik sowie Strategie und Taktik auf den Schlachtfeldern genau zu studieren. Hier trafen beide Offiziere mit dem deutschen Militärattaché Günther von Etzel (1862–1948) und dem Marineattaché Konrad Trummler (1864–1936) zusammen, die mit gleicher Zielstellung vom deutschen Generalstab in die Mandschurei abkommandiert waren. Gemeinsam nahmen sie als Militärbeobachter an der entscheidenden Schlacht am Shaho im Oktober 1904 bei Mukden teil. Mit umfangreichen Eindrücken, schriftlichen Berichterstattungen aber auch geschlossenen Kontakten zu japanischen Offizieren kehrte Bertin Ende 1905 wieder nach Frankreich zurück. Für seine Berichterstattungen und die Hochrangigkeit seiner militärischen Daten wurde er im Februar 1906 zum Ritter der französischen Ehrenlegion ernannt. Anschließend setzte er seine Ausbildung an der Generalstabsakademie fort.
Nach Abschluss der höheren Militärakademie wurde Charles-Émile Bertin im „Zweiten Büro“ des französischen Generalstabes, dem Deuxiéme Bureau de l´Ètat Major général de l´armée als Offizier eingesetzt. Dieser Bereich war der militärische Nachrichtendienst des französischen Generalstabes. Hier wurde er weiter ausgebildet und in die Praxis der geheimdienstlichen Tätigkeiten eingewiesen. Sein nächster Auslandseinsatz bestand in der Wahrnehmung der Position eines Militärattachés an der französischen Botschaft in Tokyo. Anfang 1909 in Yokohama angekommen wurde er unter Abdeckung seines diplomatischen Status in Japan aktiv. Sein großer Vorteil dabei war, dass er bereits über sehr gute Erfahrungen im Umgang mit den besonderen Bedingungen vor Ort hatte, Japanisch und Englisch fließend beherrschte und über sehr enge, zum Teil vertrauliche Beziehungen in Spitzenkreise der Politik und des Militärs verfügte. Bei der Herstellung von Kontakten konnte er sich darüber hinaus auch auf das Image beziehen, dass sein Vater ab 1886 als Ministerberater in Japan hinterlassen hatte. Auf Grund der besonderen Bedingungen im Umgang und der zum Teil verordneten Kommunikationsbeschränkungen mit Ausländern in Japan hatte sich vor allem unter den militärischen Attachés der westlichen Staaten, zu denen Frankreich, England, Deutschland, Spanien und auch die USA zählten ein interner Informationszirkel herausgebildet. Dieser Personenkreis traf sich regelmäßig, vor allem außerhalb der offiziellen Termine und tauschte untereinander wichtige Informationen zu den militärischen Spitzenpersönlichkeiten, den Waffengattungen, Neuerungen und der Strategiebildung aus. Zu diesem Informationskreis gehörten auch die beiden deutschen Attachés, für das Heer, Paul Walter Bartels (1872–1911) und für die Marine Paul Fischer (1872–1939). Die von Bertin regelmäßig in Paris eingehenden Berichte wurden im französischen Generalstab außerordentlich geschätzt. Ende 1912 kehrte er wieder nach Frankreich zurück.
In Marseille eingetroffen wurde Charles-Émile Bertin als Kompaniechef im 104. Infanterie-Regiment des französischen Heeres eingesetzt. Hier erlebte er auch den Beginn des Ersten Weltkrieges, wo er an der Front bei Virton gegen die vorrückenden deutschen kaiserlichen Truppen kämpfte. Im belgischen Frontbereich wurde er durch zwei Schussverletzungen schwer verwundet und geriet dadurch in deutsche Gefangenschaft. Diese erlebte er im Offizierslager Zinna bei Torgau. Zum Ende des Krieges 1918 wurde er nach Frankreich entlassen. Kurz nach seiner Ankunft wurde er für seine militärischen Leistungen zum Oberst befördert und zum Offizier der Ehrenlegion ernannt. Nach weiteren sieben Jahren in der französischen Armee nahm er 1927 seinen Abschied und ließ sich mit seiner Familie in Versailles bei Paris nieder.
Aber in den eigentlichen Ruhestand ging Charles-Émile Bertin damit nicht. Er arbeitete in Versailles als Stadtrat, übernahm kommunalpolitische Aufgaben und war auch über längere Zeit ab Februar 1942 als Stellvertretender Bürgermeister von Versailles gewählt und eingesetzt worden. Während dieser Zeit lernte er den in Frankreich lebenden Maler Fujita Tsuguharu (1886–1968) kennen und schloss Freundschaft mit ihm. Dieser gehört zu einer internationalen Künstlergruppe am Montparnasse. Außerdem war Bertin viele Jahre Präsident der regionalen Sektion französischer Kriegsveteranen, „Union nationale des combattants“.
Charles-Émile Bertin verstarb am 3. August 1959 in Versailles. Seine sterblichen Überreste wurde neben der Familiengruft des Vaters auf dem Friedhof La Glacerie beigesetzt.

## Familie
Die Eltern von Charles-Émile Bertin waren der Generalingenieur für Meerestechnik Louis-Èmile Bertin (1840–1924) und dessen Ehefrau Anne-Francoise Legrand, geborene Paqué (1842–1914). Charles-Émile heiratete 1920 Madeleine Rieunier (1879–1956), eine Tochter des französischen Marineministers.

## Publikation
- Russisch-japanischer Krieg: Liao-Yang: sechs Monate Manöver und die Schlacht. Paris: Chapelot. OCLC 636603688;